# Samuel Wilderspin
Samuel Wilderspin (23 marzo 1791 – Londra, 1866) è stato un educatore britannico, conosciuto per il suo lavoro pionieristico per le scuole per l'infanzia.
Pensava che un bambino dovesse essere incoraggiato ad apprendere attraverso l'esperienza e dovesse sviluppare i propri buoni sentimenti così come dovesse sviluppare l'intelletto. Il suo lavoro venne usato come un modello nelle scuole dell'infanzia in Europa e nel Nord dell'America.
Scrisse The infant system, for developing the physical, intellectual and moral powers off all children from one to seven years of age.